# محمدجواد عبدالمحمدی
محمد جواد عبدالمحمدی (۱۳۲۹، همدان) سراستاد حسابداری و صاحب کرسی جان ای. رودز (به انگلیسی: John E. Rhodes Professor of Accounting) دانشگاه بنتلی، (والتهام، ماساچوست،  ایالات متحده آمریکا) است. وی تنها دانشمند حسابداری ایرانی‌تبار است که موفق به عضویت در تالار مشاهیر منطقه شمال شرقی، انجمن حسابداری آمریکا شده‌است (۲۸ آوریل ۲۰۰۷). وی هم‌چنین یکی از معدود سراستادان حسابداری است که در جوانی (۳۷ سالگی) توانست در دانشگاه‌های آمریکا کرسی پژوهشی به دست آورد؛ جایگاهی که بیش از ۲۵ سال موفق به نگه‌داری آن شده‌است. از وی ده‌ها کتاب و مقاله در موضوعات حسابرسی داخلی، حسابداری، حسابرسی بر جای مانده است.

## زندگی‌نامه
محمد جواد عبدالمحمدی در سال ۱۳۲۹ در همدان زاده شد. تحصیلات خود را تا پایان سیکل اول (کلاس نهم) در زادگاهش ادامه داد؛ و برای ادامه تحصیل به شهر ری رفت. سپس، به تهران رفت و مدرک کارشناسی حسابداری خود را از موسسه عالی بیمه گرفت. سرانجام، در سال ۱۹۷۴ به آمریکا مهاجرت کرد و مدرک کارشناسی ارشد و دکتری خود را در رشته مدیریت کسب و کار (MBA و DBA) از دانشگاه ایندیانا (بلومینگتون، ایندیانا) گرفت.

عبدالمحمدی کار دانشگاهی خود را از ۱۹۸۱ با استادیاری در دانشگاه بوستون آغاز کرد. سپس، در ۱۹۸۷ در مقام دانش‌یار به عضویت هیئت علمی دانشگاه ایلینوی (شیکاگو، ایلینوی) درآمد؛ و یک سال پس از آن، در مقام سراستادی عضو هیئت علمی دانشگاه بنتلی شد. وی یکی از معدود سراستادان حسابداری است که در جوانی (۳۷ سالگی) توانست در دانشگاه‌های آمریکا کرسی پژوهشی (به نام جان ای. رودز) به دست آورد؛ جایگاهی که بیش از ۲۵ سال موفق به نگه‌داری آن شده‌است.

## گواهی‌نامه‌های حرفه‌ای بین‌المللی
محمد جواد عبدالمحمدی در کنار کارهای دانشگاهی و پژوهشی به انجام کارهای حرفه‌ای حسابداری و حسابرسی نیز توجه داشته‌است. در این راستا، موفق به دریافت گواهی‌نامه حرفه‌ای حسابدار رسمی (CPA) از انجمن حسابداران رسمی آمریکا شده‌است.

## تالیفات

### کتاب‌ها
بیش از ۱۰ کتاب که عناوین بعضی از مهم‌ترین آن‌ها که توسط معتبرترین ناشران بین‌المللی منتشر شده‌اند عبارتند از:
1. CAE Strategic Relationships Building Rapport with the Executive Suite؛ 134 صفحه؛ انتشارات بنیاد پژوهشی انجمن حسابرسان داخلی آمریکا؛ ۱ مارس ۲۰۱۳ (چاپ اول)[۴]
2. Continuous Auditing: An Operational Model for Internal Auditors؛ 159 صفحه؛ انتشارات بنیاد پژوهشی انجمن حسابرسان داخلی آمریکا؛ ۱ ژوئن ۲۰۰۵[۵]
3. The Assessment of Task Structure, Knowledge Base, and Decision Aids for a Comprehensive Inventory of Audit Tasks؛ 264 صفحه؛ انتشارات Praeger؛ 30 نوامبر ۲۰۰۰[۶]

### مقالات
- بیش از ۵۰ عنوان مقاله در مجلات معتبر دانشگاهی و حرفه‌ای بین‌المللی[۷]

### سخن‌رانی‌ها
- بیش از ۱۰۰ ارائه در همایش‌های معتبر بین‌المللی، منطقه‌ای و ملی. از جمله سخن‌رانی در شماری از کنفرانس‌ها و گردهم‌آیی‌های تخصصی در ایران[۸]:

- رابطه عوامل راهبری شرکتی با تقلب مالی، کنفرانس راه‌های پیش‌گیری از گزارشگری مالی متقلبانه، تهران، ایران، ۲۰۱۲.
- بهینه‌گزینی بهره‌وری پژوهشی دکترای حسابداری، دهمین کنفرانس ملی حسابداران، دانشگاه الزهرا، تهران، ایران، ۲۰۱۲.
- ابعاد فرهنگی به عنوان متغیر توضیحی در به‌کارگیری و رعایت استانداردهای حسابرسی داخلی در نوزده کشور، کارگاه پژوهشی حسابداری، دانشگاه تهران، تهران، ایران، ۲۰۰۸.
- ابعاد فرهنگی به عنوان متغیر توضیحی در به‌کارگیری و رعایت استانداردهای حسابرسی داخلی در نوزده کشور، نخستین مجمع بین‌المللی انجمن حسابداری ایران، تهران، ایران، ۲۰۰۸.
- به سوی چارچوبی برای گزارشگری مالی اخلاقی توسط شرکت‌های عام، کارگاه پژوهشی حسابداری، دانشگاه تهران، تهران، ایران، ۱۹۹۹.